# Alfredo Molano Bravo
Pour les articles homonymes, voir Molano et Bravo.
Alfredo de la Cruz Molano Bravo (né à Bogota en 1944 et mort le 31 octobre 2019 dans la même ville) est un sociologue, journaliste et écrivain colombien. 
Il a consacré sa vie à l'étude de certains phénomènes sociaux colombiens, affectant principalement les paysans. Il s'agit d'un des écrivains qui se sont consacrés à éclaircir les origines des FARC.